# Амелија Блумер
Амелија Џенкс Блумер (Хомер, 27. мај 1818 – Каунсил Бафс, 30. децембар 1894) била је америчка новинска и заговорница женских права. Године 1850, преузевши уређивање америчког женског часописа The Lily, постала је прва жена која је поседовала, водила и уређивала неки женски часопис. 
По њој је име добила женска линија одеће блумерс (енгл. bloomers), настала у 19. веку као здрава и удобна алтернатива тешким и уским хаљинама које су носиле жене у Америци тог времена. Иако је није она креирала, линија одеће је названа је по њој као најпознатијој заговорници оваквог одевања.

## Биографија
Амелија Џенкс је рођена 1818. године у Хомеру у Њујорку, у породици Ананија Џенкса и Луси (Веб) Џенкс. Имала је најмање 4 сестре и 2 брата и била је једно од најмлађе деце у својој многочланој породици. Породица није била имућна, па је Амелији омогућено само неколико година формалног образовања у локалној школи. По завршетку школе кратко време радила је као учитељица, а са 17 година преселила се код своје тек удате сестре Елвире, која је тада живела у Ватерлоу. Годину дана касније преселила се у дом породице Орен Чемберлен у Сенека Фолсу да би била гувернанта њиховој деци.
Са 22 године, 15. априла 1840, Амелија се удала за студента права Декстера Блумера. У првим годинама брака живели су у округу Кортланд у држави Њујорк, а затим су се 1852. преселили у Ајову.
Амелија Блумер умрла је 1894. године, у 76. години. Сахрањена је на гробљу Фервју у Каунсил Бафсу (Ајова).

## Каријера
Амелијин супруг Декстер Блумер је подржавао њен активизам и охрабрио је да пише за његове новине Seneca Falls County Courier. Године 1849. почела је да уређује први часопис за жене The Lily (Љиљан). Часопис је излазио двонедељно од 1849. до 1853. Имао је широк спектар тема, од кулинарских рецепата до моралистичких трактата, посебно под утицајем суфражеткиња Елизабет Кејди Стентон и Сузан Б. Ентони. Часопис је првобитно требало да буде за „локалну дистрибуцију“ међу чланицама женског удружења Seneca Falls Ladies Temperance Society које је формирано 1848. године, али је на крају његов тираж превазишао 4.000 примерака. Првобитно се на насловној страни као издавач појављивало удружење (“Published by a committee of ladies”), али је убрзо Амелија Блумер преузела пуну одговорност, за његов садржај, па се после 1850. појављује само њено име. Године 1854. брачни пар Блумер одлучио је да се пресели у Каунсил Бафс у Ајови и Амелија је продала свој часопис. Са новом власницом часопис је излазио, према доступним информацијама, бар до 1859.

## Друштвени активизам
Године 1848. Амелија Блумер присуствовала је конвенцији у Сенека Фолсу, првој конвенцији о правима жена, мада није потписала Декларацију о расположењима и накнадне резолуције, због своје дубоке везе са Епископалном црквом. Овај догађај инспирисао ју је да покрене своје новине и следеће године почела је да уређује први часопис за жене The Lily (Љиљан). Посебан утицај на Амелију, па тако и на садржај часописа имале су сиражеткиње Елизабет Кејди Стентон и Сузан Б. Ентони. Амелија Блумер је сматрала да је писање најбољи начин да жене раде на реформама, пошто су жене предавачице сматране непристојним. Иако осмишљен као гласило чланица женског удружења Seneca Falls Ladies Temperance Society, на крају је његов тираж превазишао 4.000 примерака. Лист је рано наишао на неколико препрека. Ентузијазам удружења је замро па је Блумерова је преузела пуну одговорност за његово уређивање и објављивање. Првобитно се на насловној страни као издавач појављивало удружење, али се после 1850. појављује само име Амелије Блумер. Овај часопис био је узор каснијим часописима који су се фокусирали на женско право гласа.
У свом часопису Амелија Блумер је, између осталог, промовисала и промену стандарда женског одевања:
| „ | Одећа жене требало би да одговара њеним жељама и потребама, да допринесе њеном здрављу, удобности и корисности. Иако не би требало да служи као њен лични украс, ипак би и то требало узети у обзир као аспект од секундарног значаја. | ” |

Године 1851, активисткиња из Нове Енглеске Елизабет Смит Милер (познатија као Либи Милер) креирала је нову линију женске одеће коју је сматрала удобнијом. Доњи део чиниле су широке панталоне скупљене око чланака, попут женских панталона какве су се носиле на Блиском истоку и у Централној Азији, док је горњи део чинила кратка хаљина или сукња и прслук. Исте године Амелија је упознала суфражеткиње Елизабет Кејди Стентон и Сузан Б. Ентони. Либи Милер је своју нову одећу показала рођаки Елизабет Кејди Стентон, која је овај модни стил одмах усвојила. У овој одећи посетила је Амелију и она је почела да је носи и ентузијастично промовише у свом часопису. Чланке о овом новом тренду у одевању пренео је часопис The New York Tribune и жене су га брзо прихватиле.
Амелија Блумер је целог живота остала пионирка у борби за женско право гласа и новинарка, пишући за широку лепезу периодичних публикација. Иако је далеко мање позната од неких других феминисткиња, дала је значајни допринос женском покрету, посебно у погледу реформе одевања. Водила је кампање за право гласа у Небраски и Ајови и била председник Удружења жена за право гласа у Ајови од 1871. до 1873. године.

## Помени и сећања
У календару светаца Епископалне цркве Амелија Блумер се обележава 20. јула. У истом календару обележавају се и Елизабет Кејди Стентон, Соџернер Трут и Харијет Рос Табман.
Године 1975. примљена је у Женску кућу славних у Ајови.
Године 1980. њен дом у месту Сенека Фолс у Њујорку, познат као кућа Амелије Блумер, уврштен је у Национални регистар историјских места Сједињених Америчких Држава.
Године 1995. примљена је у Националну женску кућу славних.
Године 1999. откривена је скулптура Теда Ауба у част догађаја када је 12. маја 1851. Амелија Блумер упознала Сузан Б. Ентони и Елизабет Кејди Стентон. Ова скулптура, названа „Када је Ентонијева срела Стентонову“, састоји се од три бронзане статуе жена у природној величини и постављена је изнад језера Ван Клиф у месту Сенека Фолсу у држави Њујорк, на месту где су се ове три жене упознале.
Од 2002. до 2020. године, Америчко библиотечко удружење објављивало је годишњу листу Амелије Блумер на којој су се налазиле недавно објављене књиге са значајним феминистичким садржајем за млађе читаоце. Међутим, 2020. име листе је промењено у Успон: пројекат феминистичке књиге (Rise: A Feminist Book Project) за млађе од 18 година. Објашњење за овај потез је било следеће: „Пројекат од 2002. промовише квалитетну феминистичку литературу за младе читаоце као део Феминистичке радне групе и Округли сто о друштвеним одговорностима. Комитет је обавештен да је Амелија Блумер, иако је имала платформу као издавач, одбила да говори против Закона о одбеглим робовима из 1850. (Симонс). Верујемо да библиотекари и библиотеке морају радити на исправљању друштвених проблема и неједнакости са посебном пажњом на интерсекционалности, феминизму и антирасизму. Као резултат тога, комисија је једногласно гласала за промену имена. Успон: пројекат феминистичке књиге за млађе од 18 година одражава разноликост и инклузију којој феминизам у целини, а посебно овај комитет, тежи.“